# Puss Gets the Boot
Puss Gets the Boot (Маца је добила отказ) је кратак анимирани цртани филм, произведен у Техниколор техници и премијерно емитован у биоскопима 10. фебруара, 1940 године од стране МГМ. Продуцент цртаног филма је био Рудолф Ајсинг а, редитељи и сценаристи Вилијам Хана и Џозеф Барбера, музику је написао Скот Бредли. Аниматори су: Карл Урбано, Тони Пабијан, Џек Зендер, Пит Бeрнс и Боб Ален. На почетку цртаног филма само је назначен натпис „Рудолф Ајсинг Продукција“. Нису напоменуте остале особе задужене у производњи цртаног филма. Цртани филм је значајан по првој појави ликова који ће касније добити име „Том и Џери“, исти ће се појавити у преко 110 цртаних филмова, од којих ће седам добити оскара за најбољи кратак анимирани филм. Наиме  Маца је добила батине је први номиновани цртани филм, ипак он је изгубио од другог МГМ цртаћа под називом: Млечни пут. Номинација овог цртаног филма за оскара је разлог због којег је Фред Квимби продуцент МГМ-овог студија за анимације дао зелено светло производњи читаве серије цртаних филмова о Тому и Џерију.

## Занимљивости
- У дужини већој од девет минута ово је најдужи Том и Џери цртани филм икада направљен.
- Једино овај цртани филм нема индикације о ауторском праву тако да постоји претпоставка да је у јавном власништву.